# Francisco de Osuna
Francisco de Osuna OFM (* um 1492 in Osuna bei Sevilla in Andalusien; † um 1541 in Spanien) war ein mystischer Theologe, Franziskaner und Ordensreformator.

## Leben
Francisco trat 1514 in die kastilische Kongregation der Franziskaner-Observanten ein. Sein Studium absolvierte er an der erst 1499 gegründeten Universität Alcalá. In der Eremitage La Salceda verfasste er Schriften vor allem zur geistlichen Theologie. Insgesamt soll er mehr als 500 Werke verfasst haben. Am wichtigsten ist sein Traktat zum kontemplativen Gebet, Abecedario Espiritual (Geistliches ABC), bestehend aus sechs alphabetisch geordneten geistlichen Maximen, deren einflussreichstes das dritte wurde.
Er wurde in die Nähe der Alumbrados gebracht und hatte sich dagegen zu verteidigen. Tatsächlich entwickelt er eher eine aktive kontemplative Theologie der Sammlung, die ihr Ziel in der unio mystica hat, nicht aber, wie die frühen Alumbrados, eine passive Lehre der Abscheidung und des passiven Wartens auf Gott.
Er beeinflusste große Teile der spanischen Mystik, darunter Theresa von Avila und Johannes vom Kreuz.